# Yamilé Aldama
Pour les articles homonymes, voir Aldama.
Yamilé Aldama (née le 14 août 1972 à La Havane) est une athlète cubaine naturalisée britannique en 2010 après avoir concouru successivement sous les couleurs de Cuba jusqu'en 2004, puis du Soudan jusqu'en 2010.

## Carrière

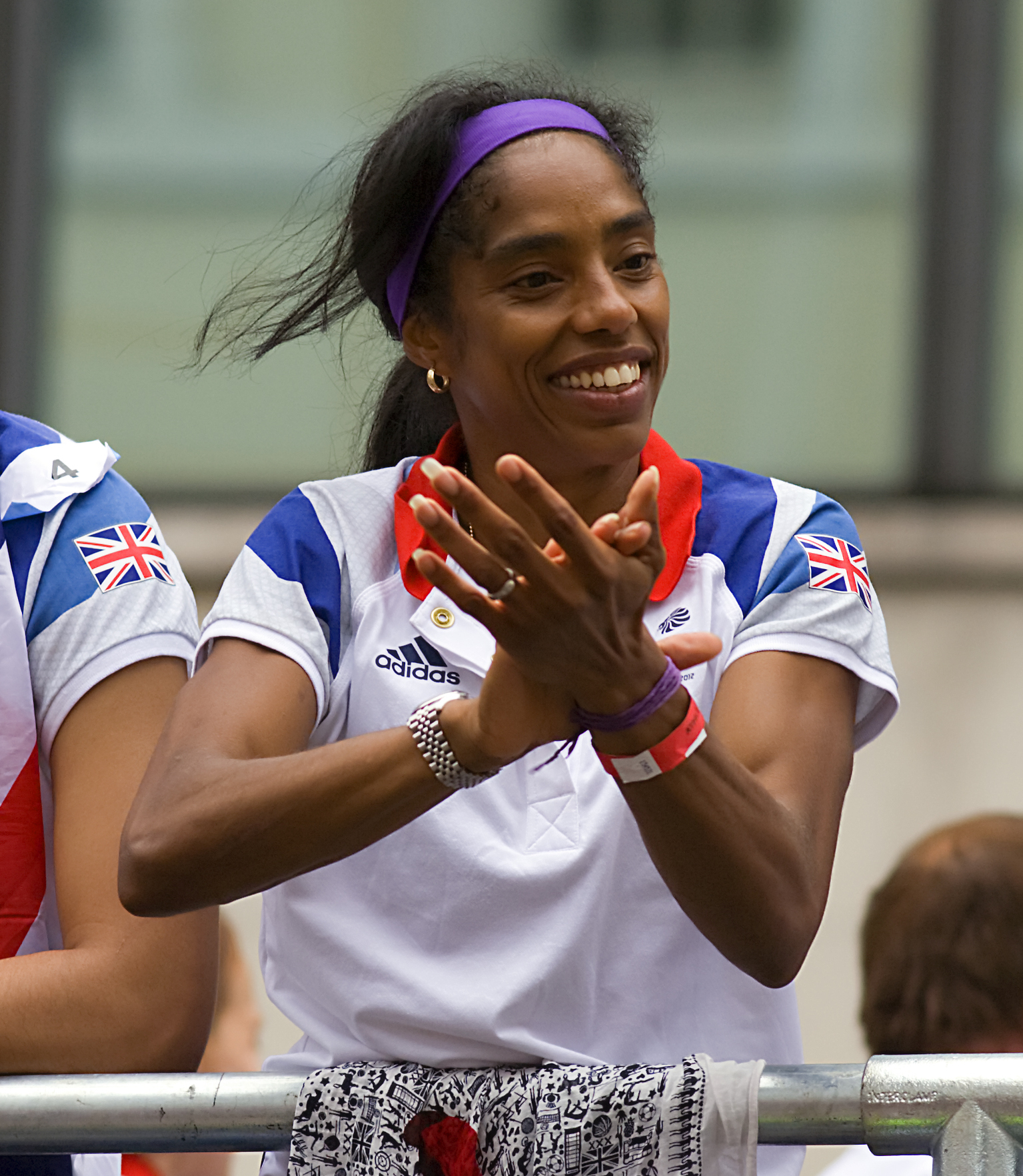
Yamile Aldama après les Jeux de Londres en 2012

Elle débute l'athlétisme par le saut en hauteur, puis l'heptathlon. Qualifiée pour les Jeux panaméricains de 1995, elle est stoppée à l'aéroport pour un défaut de passeport et ne peut se rendre à la compétition. 
Spécialiste du triple saut, elle remporte notamment les Jeux panaméricains de 1999, les Championnats d'Afrique de 2004, et obtient la médaille d'argent aux Championnats du monde de 1999. 
Elle a acquis la citoyenneté du Soudan en 2004, après avoir échoué dans l'obtention d'un passeport britannique. 
Alors encore cubaine, elle avait remporté l'argent aux championnats du monde 1999 et en 2003, elle établissait un record d'Amérique centrale et du nord avec un saut à 15,29 m à Rome, qui ne sera jamais reconnu comme record national.
En 2012, à 40 ans, elle décroche le titre de championne du monde en salle à l'occasion des mondiaux d'Istanbul où elle réalise 14,82 m, saut qui lui permet de devancer la favorite Kazakhe, Olga Rypakova.
En août suivant, elle participe à sa 3e finale olympique lors des Jeux olympiques de Londres et se classe 5e avec 14,48 m, même place qu'à Athènes en 2004. Son meilleur résultat est une 4e place aux Jeux de Sydney en 2000.
Le 25 juin 2016, elle se classe 3e des Championnats nationaux avec 13,07 m, son seul saut validé parmi les deux qu'elle a réalisé. Son meilleur saut de la saison reste 13,71 m, réalisé à Clermont aux États-Unis en avril. Une blessure et une opération l'empêche de s'aligner aux Jeux olympiques de Rio, mais l'athlète aspire à un retour au haut niveau, à 46 ans.

## Vie privée
Sixième d'une fratrie de 7 enfants (4 garçons - 3 filles), Yamilé Aldama se marie en 2001 à Andrew Dodds, un producteur de télévision écossais. Ils ont un fils, Amil, né la même année. Elle donne naissance à un second garçon, Diego, en 2010.

## Palmarès
| Date                        | Compétition                         | Lieu              | Résultat          | Épreuve           | Marque            |
| Representant Cuba           | Representant Cuba                   | Representant Cuba | Representant Cuba | Representant Cuba | Representant Cuba |
| --------------------------- | ----------------------------------- | ----------------- | ----------------- | ----------------- | ----------------- |
| 1997                        | Championnats du monde en salle      | Paris             | 6e                | Triple saut       | 14,28 m           |
| 1997                        | Champ. d'Am. cent. et des Caraïbes  | San Juan          | 2e                | Triple saut       | 14,12 m           |
| 1998                        | Championnats ibéro-américains       | Lisbonne          | 1re               | Triple saut       | 14,07 m           |
| 1998                        | Jeux d'Am. centrale et des Caraïbes | Maracaibo         | 1re               | Triple saut       | 14,34 m           |
| 1998                        | Coupe du monde des nations          | Johannesburg      | 3e                | Triple saut       | 14,29 m           |
| 1999                        | Championnats du monde en salle      | Maebashi          | 7e                | Triple saut       | 14,47 m           |
| 1999                        | Championnats du monde               | Séville           | 2e                | Triple saut       | 14,61 m           |
| 1999                        | Jeux panaméricains                  | Winnipeg          | 1re               | Triple saut       | 14,77 m           |
| 1999                        | Finale mondiale                     | Munich            | 7e                | Triple saut       | 14,18 m           |
| 2000                        | Jeux olympiques                     | Sydney            | 4e                | Triple saut       | 14,30 m           |
| 2003                        | Finale mondiale                     | Monaco            | 2e                | Triple saut       | 14,99 m           |
| Représentant le Soudan      |                                     |                   |                   |                   |                   |
| 2004                        | Championnats du monde en salle      | Budapest          | 2e                | Triple saut       | 14,90 m           |
| 2004                        | Jeux olympiques                     | Athènes           | 5e                | Triple saut       | 14,99 m           |
| 2004                        | Championnats d'Afrique              | Brazzaville       | 1re               | Triple saut       | 14,90 m           |
| 2004                        | Finale mondiale                     | Monaco            | 3e                | Triple saut       | 14,92 m           |
| 2004                        | Jeux panarabes                      | Alger             | 2e                | Triple saut       | 14,35 m           |
| 2005                        | Championnats du monde               | Helsinki          | 4e                | Triple saut       | 14,72 m           |
| 2005                        | Finale mondiale                     | Monaco            | 6e                | Triple saut       | 14,26 m           |
| 2005                        | Championnats panarabes              | Radès             | 1re               | Hauteur           | 1,81 m            |
| 2005                        | Championnats panarabes              | Radès             | 1re               | Longueur          | 6,19 m            |
| 2005                        | Championnats panarabes              | Radès             | 1re               | Triple saut       | 14,05 m           |
| 2006                        | Championnats du monde en salle      | Moscou            | 3e                | Triple saut       | 14,86 m           |
| 2006                        | Championnats d'Afrique              | Bambous           | 1re               | Triple saut       | 14,71 m           |
| 2006                        | Finale mondiale                     | Stuttgart         | 3e                | Triple saut       | 14,67 m           |
| 2006                        | Coupe du monde des nations          | Athènes           | 3e                | Triple saut       | 14,78 m           |
| 2007                        | Championnats panarabes              | Amman             | 1re               | Longueur          | 6,34 m            |
| 2007                        | Championnats panarabes              | Amman             | 1re               | Triple saut       | 14,35 m           |
| 2007                        | Jeux africains                      | Alger             | 1re               | Triple saut       | 14,46 m           |
| 2007                        | Finale mondiale                     | Stuttgart         | 3e                | Triple saut       | 14,41 m           |
| 2007                        | Jeux panarabes                      | Le Caire          | 2e                | Hauteur           | 1,77 m            |
| 2007                        | Jeux panarabes                      | Le Caire          | 2e                | Longueur          | 6,05 m            |
| 2008                        | Championnats du monde en salle      | Valence           | 4e                | Triple saut       | 14,47 m           |
| 2008                        | Championnats d'Afrique              | Addis-Abeba       | 2e                | Triple saut       | 14,36 m           |
| 2009                        | Finale mondiale                     | Thessalonique     | 3e                | Triple saut       | 14,39 m           |
| 2009                        | Championnats panarabes              | Damas             | 1re               | Longueur          | 5,95 m            |
| 2009                        | Championnats panarabes              | Damas             | 1re               | Triple saut       | 13,84 m           |
| Représentant le Royaume-Uni |                                     |                   |                   |                   |                   |
| 2011                        | Championnats du monde               | Daegu             | 5e                | Triple saut       | 14,50 m           |
| 2012                        | Championnats du monde en salle      | Istanbul          | 1re               | Triple saut       | 14,82 m           |
| 2012                        | Jeux olympiques                     | Londres           | 5e                | Triple saut       | 14,48 m           |
| 2013                        | Championnats d'Europe en salle      | Göteborg          | 6e                | Triple saut       | 13,95 m           |
| 2013                        | Championnats d'Europe par équipes   | Gateshead         | 4e                | Triple saut       | 13,90 m           |
| 2014                        | Championnats d'Europe par équipes   | Brunswick         | 6e                | Triple saut       | 13,31 m           |
| 2014                        | Jeux du Commonwealth                | Glasgow           | finale            | Triple saut       | DNS               |

## Records
| Épreuve     | Épreuve      | Performance | Lieu     | Date            |
| ----------- | ------------ | ----------- | -------- | --------------- |
| Triple saut | En plein air | 15,29 m     | Rome     | 11 juillet 2003 |
| Triple saut | En salle     | 14,90 m     | Budapest | 6 mars 2004     |